# Неродич-Бородавка, Яков Адамович
Я́ков Ада́мович Борода́вка-Неро́дич (также известен как Яцко Бородавка, укр.  Яків Адамович Неродич-Бородавка; казнён 8 сентября 1621) — гетман запорожского казачества в 1619—1621 годах.

## Биография
Гетман, избранный в конце 1619 года выписными и реестровыми казаками, овладевшими Запорожской Сечью. Соперник Петра Сагайдачного.
15—17 июня 1621 года в Сухой Дубраве (урочище между Белой Церковью и Ржищевом) состоялся общий совет (рада) реестрового и нереестрового казачества, на котором они приняли предложение сейма Речи Посполитой принять участие в войне против турок. Рада поручила Бородавке командование сорокатысячным казацким войском. После совета казацкое войско во главе с Бородавкой выступило в поход на Молдавию.
Во время боёв против турецко-татарских войск между Днестром и Прутом казаки узнали, что правительство ведет переговоры с Турцией о прекращении войны. Поэтому, боясь предательства со стороны командования, Бородавка не хотел соединять казацкие отряды с шляхетским войском, пока оно не переправится через Днестр и не начнёт военные действия против турецко-татарских войск. Лишь после прекращения переговоров и перехода шляхетского войска за Днестр Бородавка согласился отправиться с войском в Хотин.
В августе 1621 года, когда казаки готовились выступить для соединения с шляхетским войском, в казацкий лагерь под Могилёв (ныне Могилев-Подольский Винницкой области) прибыл из Варшавы Петр Сагайдачный (который был противником Якова Бородавки, и изначально не согласным с назначением его на должность гетмана). На созванном казацком совете Сагайдачный сообщил об обещанных королём украинским казакам льготы (прекращение религиозных притеснений, увеличения денежного жалования и т. п.) за участие в войне против Турции. Во время совета соглашательская часть казацкой старшины, использовав недовольство находящихся по влиянием Сагайдачного казаков, вызванное неудачами отдельных отрядов в боях против турок, а также нехваткой продовольствия и фуража, добилась лишения Бородавки гетманства и избрания гетманом Петра Сагайдачного. В конце августа 1621 года  Бородавка был закован в кандалы, и по приказу Сагайдачного 8 сентября был казнён под Хотином, после чего провозгласили гетманом Сагайдачного.
Факт смещения с должности и казни Бородавки вызвал противоречивые мнения современников. В частности, польско-шляхетские мемуаристы резко отрицательно относились к личности Бородавки, который, очевидно, являлся представителем неимущей части казачества и пользовался в её среде большой популярностью. Не случайно ещё С Жолкевский характеризовал его как «наименее между казаками добродетельного и наиболее склонного к бунтам, обещавшего казакам идти с ними не только на море, но хоть бы и в ад». По-видимому, позже Сагайдачный испытывал чувство вины за гибель человека, который сделал столь много для освободительного движения на Юго-Западной Руси (Бородавка принимал непосредственное участие в восстановлении православной иерархии, возглавлял повстанческое движение и т. п.). Вот почему, уже находясь на смертном одре, Петр Сагайдачный дает поручение записать в свой памянник Бородавку под именем «Яков гетман». Очевидно, так он хотел выразить своё запоздалое раскаяние в причастности к смерти этого человека.
Украинские летописцы сообщают, что казацкая старшина казнила Бородавку также за нападения казаков на шляхетские имения. Многие исторические песни сообщают, что Бородавка был гетманом ещё перед этим — после гетмана Кошки и до 1606 года.